# Leptanthura vitilevui
Leptanthura vitilevui is een pissebed uit de familie Leptanthuridae. De wetenschappelijke naam van de soort is voor het eerst geldig gepubliceerd in 1999 door Negoescu.